# Permanent

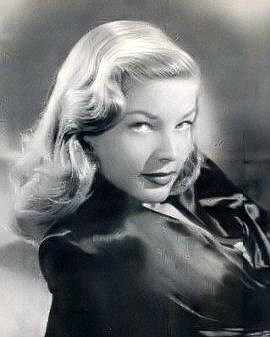
Foto de Lauren Bacall amb cabell ondulat

La permanent  és un procés de perruqueria que permet crear un pentinat ondulat.

## Pentinat ondulat
És aquell que adopta una forma ondulada en part o en tot el seu volum. Depèn de la secció del cabell i del creixement del fol·licle pilós

## Procediment
Per aconseguir un pentinat ondulat mitjançant la permanent cal mullar el cabell lleugerament (millor rentar-lo). Llavors, s'aplica un producte fixador que pot ser un gel o una escuma. Després d'haver-lo distribuït per zones en tot el cabell, es modela amb la mà i després s'eixuga lleugerament amb el difusor. Per a la part superior, s'ha d'actuar posant el cap cap avall per tal d'augmentar volum. També es poden utilitzar pinces per acabar de fixar el cabell.
Si el que es pretén és tenir una cabellera ondulada, és més senzill partint de cabells arrissats. Es recomana eixugar el cabell completament i utilitzar rul·los calents per donar-li forma. Es prendran flocs grans de cabells a banda i banda del cap que s'enrotllen al rul·lo. Si la cabellera és llisa és convenient eixugar el cabell cap avall per donar-li volum i després d'ondulat utilitzar una pinta de pues amples.